# 天山假狼毒
天山假狼毒（学名：Stelleropsis tianschanica）是瑞香科假狼毒属的植物。分布在吉尔吉斯斯坦以及中国大陆的新疆等地，生长于海拔1,700米至2,000米的地区，常生长在山坡草地，目前尚未由人工引种栽培。